# 鍾南山
鍾南山（しょう なんざん、チョン・ナンシャン、中国語: 钟南山、1936年10月20日 - ）は、中華人民共和国の医師、医学者、衛生学者、現国家衛生健康委員会専門家グループ長。専門は疫学、呼吸器学、臨床医学。
2002年から2003年にかけての重症急性呼吸器症候群（SARS）の感染拡大時には、感染の中心地となった広東省で広州市呼吸器疾病研究所の所長を務めていた。今まで知られていない呼吸器疾患の重症患者を相次いで受け入れ治療したことから異常を察知し、広東省のSARS医療救護専門家指導チームを率いて省内各地で防疫・治療活動を行い、この病気についての論文ではじめてSARSという病名を提案した。重症のSARS患者を自身が所長を務める広州市呼吸器疾病研究所へ積極的に受け入れ、有効な治療法を見出して死亡率や入院期間を低減させた。SARSの脅威を低く見積もる中華人民共和国衛生部や中国疾病予防管理センター（中国疾病預防控制中心）の見解に異を唱え、感染の実態を隠蔽して実態と異なる発表を行う政権に立ち向かって事態の深刻さを訴えたことでも、世界的に知られるようになった。

## 経歴
1936年10月20日、江蘇省南京市で生まれた。父の鍾世藩は北京協和医学院とニューヨーク州立大学を卒業し、中山医学院（現在の中山大学中山医学院）小児科教授となった。母の廖月琴は協和医科大学から卒業し、華南腫瘍病院（現在の中山大学腫瘤防治中心）の副院長を務めたが、文化大革命で自殺した。
1938年9月～1946年7月に父が貴陽中央病院の院長を務めたため、一家は貴州省貴陽市に住んでいた。
1946年に一家は広東省広州市に引っ越したから、すらすら広東語ができる。嶺南大学附小（現在の中山大学附小）・華南師範大学附属中学を経て、1960年北京医学院（現在の北京大学医学部）を卒業。1960年北京市の運動会で、彼は男子十種競技準優勝を獲得した。大学を卒業した後、学校で放射生物化学を教えていた。
1964年～1966年、山東省乳山県（現在の乳山市）で上山下郷運動に参加。1969年に河北省寛城県に下放された。
1979年、イギリスのエディンバラ大学でDavid Caton Floenleyに師事した。
1985年以降、中国共産党中央委員会指導部の保健医師に指定された。また、世界保健機関医学顧問、国際胸科協会特別会員、アジア太平洋分会理事にも任命された。
1992年から2002年まで広州医学院院長（現在の広州医科大学）を務めた。2005年4月には中華医学会の第23代会長に当選した。
2009年、貴陽医学院（現在の貴州医科大学）の名誉院長と任命された。
2020年1月に新型コロナウイルス状況応急研究研究チームリーダーに就任した。

## 家族
1963年にバスケットボール選手の李少芬と結婚。一子一女をもうけた。

## 栄典
- 1989年、米国胸科医師学会会士。
- 1993年、ヨーロッパ呼吸学会会員。
- 1996年、中国工程院院士。
- 2005年、アイルランド皇家内科医師学会会士。
- 2011年、エディンバラ皇家内科医師学会会士。
- ロンドン皇家内科医師学会会士。
- 2020年、中華人民共和国共和国勲章。